# Takydromus guilinensis
Takydromus guilinensis (довгохвостка гуйлінська) — вид ящірок родини ящіркових (Lacertidae). Ендемік Китаю. Описаний у 2024 році.

## Поширення і екологія
Гуйлінські довгохвостки відомі з типової місцевості, розташованої в околицях міста Гуйлінь в провінції Гуансі. Вони живуть в субтропічних лісах, поблизу рисових полів.